# Aéroport de Manchester
Ne doit pas être confondu avec Aéroport régional de Manchester ou Aéroport de Man.
L'aéroport international de Manchester (code IATA : MAN • code OACI : EGCC) est un aéroport britannique, qui est situé au sud de l'agglomération de Manchester, dans le Nord-Ouest de l'Angleterre. C'est le quatrième aéroport du Royaume-Uni, après les trois grands aéroports de Londres : Londres-Heathrow, Londres-Gatwick, et Londres-Stansted. Il y avait 22 112 625 passagers en 2007, dont 18 668 212 passagers internationaux, ce qui le place au 22e rang des aéroports internationaux, avant l'aéroport international Pearson de Toronto et l'aéroport international de Los Angeles.
L'aéroport a trois aérogares (terminaux 1, 2 et 3) et une gare de train. Il y a deux pistes parallèles (05L/23R et 05R/23L).
Le premier Concorde de British Airways (G-BOAC) est situé près de la piste 05L/23R ; c'est le seul Concorde au monde avec un cockpit ouvert pour les visiteurs[réf. nécessaire].

## Situation

### Carte des aéroports commerciaux d'Angleterre
| Birmingham Bournemouth Bristol Doncaster · Sheffield Durham · Tees Valley East Midlands Exeter Humberside Land's · End Leeds-Bradford Liverpool L.-City L.-Gatwick L.-Heathrow L.-Luton L.-Southend L.-Stansted Lydd Manchester Newcastle · Upon Tyne Newquay · Cornouailles Norwich Southampton St Mary des Sorlingues Carlisle Lake |

## Statistiques
Le graphique qui aurait dû être présenté ici ne peut pas être affiché car il utilise l'ancienne extension Graph, désactivée pour des questions de sécurité. Des indications pour créer un nouveau graphique avec la nouvelle extension Chart sont disponibles ici.

Voir la requête brute et les sources sur Wikidata.

## Compagnies et destinations

### Passagers
| Compagnies                    | Destinations |
| ----------------------------- | --- |
| Aegean Airlines               | Athènes E.-Venizélos |
| Aer Lingus                    | Belfast-G. Best, Dublin, New York-John F. Kennedy, Orlando En saison : Bridgetown-Grantley-Adams |
| Air Canada                    | En saison : Toronto (Pearson) |
| Air France                    | Paris-Charles de Gaulle |
| Air Transat                   | Toronto (Pearson) |
| Aurigny                       | Guernesey |
| Austrian Airlines             | Vienne-Schwechat |
| British Airways               | Billund, Londres-Heathrow |
| Brussels Airlines             | Bruxelles-National |
| Cathay Pacific                | Hong Kong |
| Corendon Airlines             | En saison : Antalya, Dalaman |
| Eastern Airlines              | Southampton |
| easyJet                       | - Alicante-Elche, - Amsterdam, - Antalya, - Athènes E.-Venizélos, - Barcelone-El Prat, - Bâle-Mulhouse, - Belfast-G. Best, - Belfast, - Berlin-Brandebourg, - Bilbao, - Bordeaux-Mérignac, - Charm el-Cheikh, - Copenhague-Kastrup, - Cracovie-Jean-Paul II, - Dalaman, - Enfidha-Hammamet, - Faro, - Genève-Cointrin, - Gibraltar, - Hambourg-H.-Schmidt, - Hurghada, - Ronaldsway-Île de Man, - Istanbul, - Jersey, - Lanzarote-Arrecife, - Las Palmas/Gran Canaria, - Lisbonne-H. Delgado, - Madère-C. Ronaldo, - Malaga-Costa del Sol, - Malte, - Marrakech-Ménara, - Milan-Malpensa, - Munich-F. J. Strauß, - Nice-Côte d'Azur, - Palma de Majorque, - Paphos, - Paris-Charles de Gaulle, - Pise-Galileo Galilei, - Porto-F. Sá-Carneiro, - Prague-Václav-Havel, - Reykjavik-Keflavík, - Rome Léonard-de-Vinci/Fiumicino, - Sofia-Vrajdebna, - Tel Aviv - Ben Gourion, - Ténériffe-Sud Reine Sofia, - Venise - Marco Polo, En saison : - Agadir-Al Massira, - Bourgas, - Catane-Fontanarossa, - Corfou-I. Kapodístrias, - Dubrovnik, - Fuerteventura, - Grenoble-Alpes-Isère, - Héraklion-N. Kazantzákis, - Ibiza, - Innsbruck-Kranebitten, - Céphalonie, - Kos, - La Canée I.-Daskaloyánnis, - La Rochelle-Île de Ré, - Lyon-Saint-Exupéry, - Minorque-Mahón, - Mykonos, - Naples-Capodichino, - Newquay Cornouailles, - Prévéza-Aktion, - Région de Murcie, - Rhodes-Diagoras, - Rovaniemi, - Santorin, - Split, - Thessalonique-Makedonía, - Tivat, - Tromsø, - Turin S.-Pertini (Caselle), - Zante D.-Solomós |
| Emirates                      | Dubaï |
| Ethiopian Airlines            | Addis-Abeba Bole, Genève-Cointrin |
| Etihad Airways                | Abou Dabi |
| Eurowings                     | Düsseldorf |
| Finnair                       | Helsinki-Vantaa |
| Freebird Airlines             | En saison : Antalya |
| Gulf Air                      | Manama-Bahreïn |
| Hainan Airlines               | Pékin-Capitale |
| Iberia Express                | Madrid-Barajas |
| Icelandair                    | Reykjavik-Keflavík |
| Jet2.com                      | - Alicante-Elche, - Antalya, - Athènes E.-Venizélos, - Barcelone-El Prat, - Budapest-Ferenc Liszt, - Cracovie-Jean-Paul II, - Faro, - Fuerteventura, - Innsbruck-Kranebitten, - Lanzarote-Arrecife, - Las Palmas/Gran Canaria, - Madère-C. Ronaldo, - Malaga-Costa del Sol, - Malte, - Palma de Majorque, - Paphos, - Prague-Václav-Havel, - Reykjavik-Keflavík, - Rome Léonard-de-Vinci/Fiumicino, - Ténériffe-Sud Reine Sofia En saison : - Almeria, - Bergen, - Bergerac-Dordogne-Périgord, - Bodrum-Milas, - Bourgas, - Catane-Fontanarossa, - Chambéry, - Cologne/Bonn-K. Adenauer, - Corfou-I. Kapodístrias, - Dalaman, - Dubrovnik, - Genève-Cointrin, - Gérone-Costa Brava, - Grenoble-Alpes-Isère, - Héraklion-N. Kazantzákis, - Ibiza, - Izmir-A. Menderes , - Kalamata, - Céphalonie, - Kos, - La Canée I.-Daskaloyánnis, - Larnaca, - Lyon-Saint-Exupéry, - Minorque-Mahón, - Mykonos, - Mytilène-O. Elýtis, - Naples-Capodichino, - Nice-Côte d'Azur, - Olbia-Costa Smeralda, - Pise-Galileo Galilei, - Prévéza-Aktion, - Reus, - Rhodes-Diagoras, - Salzbourg-W. A. Mozart, - Santorin, - Skiathos-A. Papadiamándis, - Split, - Thessalonique-Makedonía, - Tivat, - Turin S.-Pertini (Caselle), - Venise - Marco Polo, - Vérone - Villafranca, - Vienne-Schwechat, - Zante D.-Solomós |
| KLM                           | Amsterdam |
| Kuwait Airways                | Koweït |
| Loganair                      | Aberdeen-Dyce, Inverness, Ronaldsway-Île de Man, Newquay Cornouailles |
| Lufthansa                     | Francfort, Munich-F. J. Strauß |
| Luxair                        | Luxembourg-Findel |
| Norwegian Air Shuttle         | - Bergen, - Copenhague-Kastrup, - Oslo-Gardermoen, - Stavanger, - Stockholm-Arlanda, - Trondheim |
| Pegasus Airlines              | Antalya, Istanbul-S. Gökçen En saison : Dalaman |
| Qatar Airways                 | Doha-Hamad |
| Ryanair                       | - Agadir-Al Massira, - Alicante-Elche, - Barcelone-El Prat, - Belfast, - Bergame-Orio al Serio, - Berlin-Brandebourg - Billund, - Bologne-Borgo Panigale, - Bratislava-M. R. Štefánik, - Brindisi Papola/Casale, - Bucarest-H. Coandă, - Budapest-Ferenc Liszt, - Carcassonne, - Charleroi Bruxelles-Sud, - Cologne/Bonn-K. Adenauer, - Copenhague-Kastrup, - Cork, - Cracovie-Jean-Paul II, - Derry, - Dublin, - Eindhoven, - Faro, - Fuerteventura, - Gdańsk-L. Wałęsa, - Gênes-Christophe-Colomb, - Göteborg , - Katowice-Pyrzowice, - Kerry-Killarney, - Knock-Irlande Ouest, - Lanzarote-Arrecife, - Las Palmas/Gran Canaria, - Limoges-Bellegarde, - Lisbonne-H. Delgado, - Madère-C. Ronaldo, - Madrid-Barajas, - Malaga-Costa del Sol, - Malte, - Marrakech-Ménara , - Marseille-Provence , - Milan-Malpensa, - Nantes-Atlantique , - Naples-Capodichino, - Palma de Majorque, - Paphos, - Paris-Beauvais, - Pise-Galileo Galilei, - Podgorica, - Porto-F. Sá-Carneiro, - Poznań (Posnanie)-H. Wieniawski, - Prague-Václav-Havel, - Reggio de Calabre, - Région de Murcie, - Riga, - Rome - G. B. Pastine (Ciampino), - Rzeszów, - Sandefjord-Torp, - Santander-S. Ballesteros, - Séville-San Pablo, - Shannon, - Ténériffe-Sud Reine Sofia, - Valence, - Varsovie-Modlin (Mazovie), - Vérone - Villafranca, - Vienne-Schwechat, - Wrocław-N. Copernic, - Zagreb-Pleso En saison : - Almeria, - Béziers - Cap d'Agde, - Corfou-I. Kapodístrias, - Gérone-Costa Brava, - Grenoble-Alpes-Isère, - Ibiza, - Klagenfurt, - La Canée I.-Daskaloyánnis, - Minorque-Mahón, - Reus, - Rhodes-Diagoras, - Salzbourg-W. A. Mozart, - Trapani-V. Florio (Birgi), - Turin S.-Pertini (Caselle), - Venise - Marco Polo, - Zadar |
| Saudia                        | Djeddah - Roi-Abdelaziz |
| Scandinavian Airlines         | Bergen, Copenhague-Kastrup, Oslo-Gardermoen, Stockholm-Arlanda |
| Singapore Airlines            | Houston-George Bush, Singapour-Changi |
| SunExpress                    | Antalya En saison : Dalaman, Izmir-A. Menderes |
| Swiss International Air Lines | Zurich |
| TAP Air Portugal              | Lisbonne-H. Delgado |
| TUI Airways                   | - Agadir-Al Massira, - Alicante-Elche, - Cancún, - Charm el-Cheikh, - Enfidha-Hammamet, - Fuerteventura, - Hurghada, - Lanzarote-Arrecife, - Las Palmas/Gran Canaria, - Madère-C. Ronaldo, - Malaga-Costa del Sol, - Marrakech-Ménara, - Montego Bay-Donald Sangster, - Puerto Vallarta, - Punta Cana, - Rabil, - Sal-A. Cabral, - Ténériffe-Sud Reine Sofia, - Varadero-J.-G.-Gómez, - Vérone - Villafranca En saison : - Almeria, - Antalya, - Banjul, - Bridgetown-Grantley-Adams, - Bodrum-Milas, - Bourgas, - Budapest-Ferenc Liszt, - Chambéry, - Corfou-I. Kapodístrias, - Dalaman, - Dubrovnik, - Faro, - Genève-Cointrin, - Gérone-Costa Brava, - Goa-Dabolim, - Héraklion-N. Kazantzákis, - Ibiza, - Innsbruck-Kranebitten, - Izmir-A. Menderes, - Kavala-Alexandre le Grand, - Céphalonie, - Kittilä, - Kos, - Kuusamo, - La Canée I.-Daskaloyánnis, - Lamezia Terme , - La Palma, - Larnaca, - Orlando-Melbourne, - Minorque-Mahón, - Naples-Capodichino, - Ohrid-Saint-Paul-l'Apôtre, - Olbia-Costa Smeralda, - Palma de Majorque, - Paphos, - Phuket, - Porto Santo, - Prévéza-Aktion, - Pula, - Reus, - Reykjavik-Keflavík, - Rhodes-Diagoras, - Salzbourg-W. A. Mozart, - Santorin, - Skiathos-A. Papadiamándis, - Sofia-Vrajdebna, - Split, - Thessalonique-Makedonía, - Toulouse-Blagnac, - Turin S.-Pertini (Caselle), - Varna, - Venise - Marco Polo, - Vérone - Villafranca, - Zante D.-Solomós |
| Turkish Airlines              | Istanbul |
| Virgin Atlantic               | Atlanta H.-Jackson, Bridgetown-Grantley-Adams, New York-John F. Kennedy, Orlando En saison: Las Vegas-Harry-Reid |
| Vueling                       | Barcelone-El Prat |

Édité le 30/12/2018  Actualisé le 31/03/2023

### Cargo
| Compagnies                                  | Destinations                        |
| ------------------------------------------- | ----------------------------------- |
| FedEx Express                               | Birmingham, Paris-Charles de Gaulle |
| FedEx Feeder opéré par ASL Airlines Ireland | Londres-Stansted                    |
| Lufthansa Cargo                             | Francfort                           |

Note : au 13 juin 2016

## Projets
Dans le cadre du Livre blanc du gouvernement sur l' avenir du transport aérien , l'aéroport de Manchester a publié son plan directeur sur ses projets d'agrandissement jusqu'en 2030. [ citation nécessaire ] Démolition de bâtiments plus anciens, tels que d'anciens bâtiments de stockage, l'ancien bâtiment Alpha Catering et le garage Males, pour l'est du terminal 2 a déjà commencé, pour faire place à une nouvelle aire de trafic et à une voie de circulation vers la piste 05L / 23R et à une extension vers l'est du terminal 2, qui devrait fournir quinze stands couverts supplémentaires. [ citation nécessaire ]
Le World Logistics Hub fait également partie d'Airport City Enterprise Developments dans le sud de Manchester. Ce développement est conçu pour répondre à la demande croissante d'espace et d'infrastructures de manutention du fret à l'extérieur du sud-est. [la citation nécessaire ] Situé sur le côté sud-ouest de la route A538 , à côté du côté sud-est de l' autoroute M56 à travers l'A538 du World Freight Terminal, il donne accès au réseau autoroutier principal via la jonction 6.
L'aéroport de Manchester a des plans de développement pour répondre à la demande croissante de vols. Un document, "The Need for Land", expose plusieurs idées de développement. Cinq zones touchées sont:

### Développement de la zone A
La zone A est un triangle de terre entre la route A538 et la piste 1 et le terminal de fret qui est actuellement en développement et qui sera disponible pour l'été 2016. Elle sera utilisée avec la zone E , un triangle de terre à l'ouest de l'A538 jusqu'à la M56, avec son coin ouest en face de Warburton Green, pour l'extension des zones de maintenance des aéronefs et des terminaux de fret. La zone de clough sera améliorée par des mesures d'atténuation qui feront partie de la vaste zone de gestion de l'habitat paysager. L'alignement A538 doit être conservé et la capacité ajoutée requise par l'augmentation des volumes de trafic.

### Développement de la zone B
La zone B est située au nord de Ringway Road et à l'est de Shadow Moss Road, où un parking fournit des espaces de remplacement pour ceux perdus par le développement d'Airport City et l'agrandissement de l'aire de trafic est construit.

### Développement de la zone C
La zone C comprend plusieurs zones de terrain principalement à l'intérieur de la jonction de l'éperon M56 / M56, autour de Hasty Lane à l'est de M56 et autour de l'éperon M56 actuel. Le terrain sera utilisé pour des hôtels et des bureaux[réf. nécessaire]. La capacité actuelle du terminal 1 est d'environ 11 millions de passagers par an  contre une capacité annuelle de 2,5 millions de passagers lors de sa première utilisation. ouvert. 
Au cours de l'été 2009, un programme de réaménagement de 50 millions de livres sterling pour le terminal 1 a été mené, ainsi que la construction de nouveaux parkings pour voitures et de voies de circulation pour les avions.

### Développement de la zone D
La zone D sont des zones de terrain des deux côtés de l'éperon de chemin de fer de l'aéroport de Manchester, à Smithy Farm et à l'est de la route B5166 Styal autour et à l'intérieur de l'échangeur de l'embranchement ferroviaire, où des parkings, des bureaux, un hôtel, etc. peuvent être aménagés.